# انحياز الاستجابة

هذا مثال على مقياس ليكرت باستخدام خمسة عناصر ليكرت تتعلق بويكيبيديا

انحياز الاستجابة هو مصطلح عام لمجموعة واسعة من الانحيازات التي تؤثر على استجابة المشاركين غير الصحيحة أو الزائفة. تنتشر هذه الانحيازات في الأبحاث التي تتضمن التقرير الذاتي للمشاركين، مثل المقابلات المنظمة أو الدراسات الاستقصائية. يمكن أن يكون لانحياز الاستجابة تأثير كبير على صحة الاستبيانات أو الدراسات الاستقصائية.
يمكن أن يحصل انحياز الاستجابة نتيجةً لعوامل عديدة، تتعلق جميعها بفكرة أن البشر لا يستجيبون للمحفزات بشكل سلبي، ولكنهم يدمجون مصادر متعددة للمعلومات من أجل إنشاء استجابة مناسبة لموقف معين. ولهذا السبب، فإن أي جانب من جوانب الحالة التجريبية تقريباً سيؤدي إلى انحياز المجيب. من الأمثلة على ذلك، صياغة الأسئلة في الاستطلاعات أو سلوك الباحث أو طريقة إجراء التجربة أو رغبة المشارك بأن يكون خاضعاً مناسباً للتجرية وتقديمه لاستجابات مقبولة اجتماعياً مما قد يؤثر على الاستجابة بشكل أو بآخر. قد تمتلك كل هذه «الأدوات» الخاصة بالدراسات الاستقصائية /المسوح والأبحاث الذاتية القدرة على إحداث ضرر بصحة الإجراء أو الدراسة. ومن الأسباب التي قد تضاعف هذه المشكلة أن الدراسات الاستقصائية المتأثرة بانحياز الاستجابة لاتزال موثوقة على نطاق واسع، مما قد يجذب الباحثين إلى الشعور بالأمان الزائف فيما يخص الاستنتاجات التي يحصلون عليها.
من المحتمل أن تكون بعض نتائج الدراسات –بسبب انحباز الاستجابة- ناتجة عن تحيز استجابة منهجي بدلاً من التأثير المفترض، الأمر الذي قد يكون له تأثير كبير على الأنواع النفسية وغيرها من البحوث التي تعتمد على الأسئلة أو الاستبيانات. لذلك، من المهم أن يكون الباحثون مدركين لانحياز الاستجابة والتأثير الذي يمكن أن يحدثه على أبحاثهم، من أجل محاولة منعه من التأثير على نتائجهم بشكل سلبي.

## تاريخ البحث
انتبه علم النفس وعلم الاجتماع لانحياز الاستجابة في وقت سابق، لأن التقرير الذاتي ظهر بشكل كبير في هذه الأنواع من مجالات البحث. ومع ذلك، كان الباحثون في البداية غير مستعدين للاعتراف بالقدر الذي يؤثر عليه انحياز الاستجابة، كما أنه قد يبطل الأبحاث التي تعتمد على هذه الأنواع من الإجراءات. يعتقد بعض الباحثين أن الانحيازات الموجودة عند مجموعة من الخاضعين للتجربة تُلغى في حال كانت المجموعة كبيرة بدرجة كافية. هذا يعني أن تأثير انحياز الاستجابة هو تشويش عشوائي يفشل الدراسة إذا تضمنت الدراسة ما يكفي من المشاركين المنحازين. ومع ذلك، في الوقت الذي تم فيه اقتراح هذه الحجة، لم تكن الأدوات المنهجية الفعالة التي يمكن استعمالها للاختبار متوفرة. بمجرد تطوير منهجيات جديدة، بدأ الباحثون في دراسة تأثير انحياز الاستجابة. من هذا البحث المتجدد، ظهرت مجموعتان متعارضتان.
تدعم المجموعة الأولى اعتقاد هايمان بأنه على الرغم من وجود انحياز الاستجابة، إلا أنه غالباً ما يكون له تأثير ضئيل على استجابة المشاركين، ولا يلزم اتخاذ خطوات كبيرة لتخفيف الانحياز. يرى هؤلاء الباحثون أنه على الرغم من وجود أدبيات علمية مهمة توضح أن انحياز الاستجابة يؤثر على استجابات المشاركين في الدراسة، فإن هذه الدراسات لا تقدم في الواقع أدلة تجريبية على أن هذا ما يحدث في الواقع. كما أنهم يوافقون على فكرة أن آثار هذا التحيز تخبو بسبب وجود عينات كبيرة بما يكفي، وأنها ليست مشكلة منهجية في أبحاث الصحة العقلية. هذه الدراسات تدعو أيضاً إلى التشكيك في الأبحاث السابقة التي بحثت في انحياز الاستجابة على أساس منهجيات البحث الخاصة بهم. على سبيل المثال، ذكروا أن العديد من الدراسات التي تبحث في الميل للقبول الاجتماعي –وهي نوع من فرعي من انحياز الاستجابة- لم يكن لدى الباحثين أي طريقة لتحديد مدى صحة البيانات المستعملة في الدراسة. بالإضافة إلى ذلك، جادل البعض بأن ما يعتقده الباحثون أنه «أدوات» خاصة بانحياز الاستجابة، كالاختلافات في الاستجابة بين الرجال والنساء، قد يكون في الواقع اختلافات فعلية بين المجموعتين السابقتين. ووجدت العديد من الدراسات الأخرى أيضاً دليلاً على أن انحياز الاستجابة ليس مشكلة كبيرة. إن أول ما وجد عند مقارنة استجابات المشاركين –وبدون وجود أي ضوابط لانحياز الاستجابة- أن إجاباتهم على الاستطلاعات لم تختلف. توصلت دراستان آخرتان إلى أنه على الرغم من أن انحياز الاستجابة قد يكون موجوداً، إلا أن التأثيرات ضئيلة للغاية، حيث يمكن القول أنها لا تمتلك أي تأثير يذكر على تغيير استجابات المشاركين بشكل كبير.
تعارض المجموعة الثانية وجهة نظر هايمان، وتقول بأن انحياز الاستجابة له تأثير كبير، وأن الباحثين بحاجة إلى اتخاذ بعض الخطوات من أجل تقليل انحياز الاستجابة في سبيل الوصول إلى البحوث السليمة. تجادل هذه المجموعة بأن تأثير انحياز الاستجابة هو خطأ منهجي ملازم لهذا النوع من الأبحاث وأنه يحتاج إلى معالجة لكي تكون الدراسات قادرة على تحقيق النتائج الدقيقة. في علم النفس هناك العديد من الدراسات التي تستكشف أثر انحياز الاستجابة في العديد من البيئات المختلفة ومع العديد من المتغيرات المختلفة. على سبيل المثال، قامت بعض الدراسات حول آثار تحيز الاستجابة بالإبلاغ عن الاكتئاب لدى المرضى المسنين. وقد وجد باحثون آخرون أن هناك مشاكل خطيرة عندما تكون الإجابات على استبيان معين تتضمن إجابات قد تبدو مرغوب أو غير مرغوب بالإبلاغ عنها، وأن استجابات الشخص لأسئلة معينة يمكن أن تكون متحيزة بسبب ثقافته. بالإضافة إلى ذلك، هناك دعم لفكرة أنه بمجرد كونك جزءاً من التجربة سيؤثر على كيفية تصرف المشاركين، وبالتالي سيحدث انحياز في أي شيء يفعلونه في البحث أو الإعداد التجريبي عندما يتعلق الأمر بالتقرير الذاتي. واحدة من أكثر الدراسات تأثيراً، كانت تلك التي وجدت أن الانحياز للقبول الاجتماعي –وهو نوع من انحياز الاستجابة- يمكن أن يكون سبب ما يصل إلى 10-70% من التباين في استجابة المشاركين. بشكل أساسي، نظراً إلى العديد من النتائج التي توضح تأثير الانحياز في الاستجابة المؤثرة على نتائج بحث التقرير الذاتي، تدعم هذه المجموعة فكرة أن هناك حاجة لاتخاذ خطوات لتخفيف آثار انحياز الاستجابة للحفاظ على دقة البحث.
على الرغم من أن كلا الجانبين يحظيان بدعم في الأدبيات العلمية، يبدو أن هناك دعماً تجريبياً أكبر لوجود تأثير لانحياز الاستجابة. العديد من الدراسات التي ترفض أهمية انحياز الاستجابة تبلغ عن قضايا منهجية متعددة في دراساتهم من أجل إضافة قوة إلى ادعاءات أولئك الذين يجادلون بأهمية انحياز الاستجابة. على سبيل المثال، الدراسات التي تتضمن عينات قليلة من المشاركين لا تمثل كافة الشريحة السكانية، بالإضافة إلى أنهم نظروا إلى المجموعات الفرعية الصغيرة فقط من بين المتغيرات المحتملة التي يمكن أن تتأثر بانحياز الاستجابة، وأجريت قياساتهم عبر الهاتف باستعمال عبارات ضعيفة الصياغة.

## الأنواع

### الانحياز للموافقة
الانحياز للموافقة، والذي يشار إليه أيضاً باسم «قول نعم»، هو نوع من أنواع انحياز الاستجابة، حيث يميل المجيبون على الاستطلاع إلى الموافقة على جميع الأسئلة المطروحة. قد يمثل هذا الانحياز في الاستجابة شكلاً من أشكال الإبلاغ غير الصادق لأن المشارك يعتمد تلقائياً على تأييد جميع البيانات، حتى ولو أدّى ذلك إلى تناقض الإجابات. على سبيل المثال، يمكن سؤال أحد المشاركين عن تأييده للبيان التالي، «أنا أفضل قضاء بعض الوقت مع الآخرين» ولكن بعد ذلك في الاستطلاع نفسه يؤيد المشارك البيان التالي، «أفضل قضاء بعض الوقت وحدي»، وهذا الأمر عبارة عن تناقض بيانات. هذه مشكلة متميزة في أبحاث التقرير الذاتي لأنها لا تسمح للباحث بفهم أو جمع بيانات دقيقة من أي نوع من الأسئلة التي يطلب من المشاركبن المصادقة عليها أو رفضها. لقد تناول الباحثون هذه المسألة من خلال التفكير في الانحياز بطريقتين مختلفتين. تتعامل الأولى مع فكرة أن المشاركين يحاولون أن يكونوا مقبولين، من أجل تجنب استنكار الباحث[16]. السبب الثاني لهذا النوع من الانحياز اقترحه لي كرونباخ، عندما قال أنه من المحتمل أن يكون بسبب مشكلة في العمليات المعرفية للمشارك، بدلاً من الدافع لإرضاء الباحث. ويجادل بأنه قد يكون أيضاً بسبب الانحيازات في الذاكرة حيث يتذكر المشارك المعلومات التي تدعم الاستبيان فقط، ويتناسى المعلومات التي لا تدعمه.
يتبع الباحثون عدة طرق لمحاولة الحد من هذا النوع من الانحياز. في المقام الأول، يحاولون تكوين مجموعات استجابة متوازنة في إجراء معين، مما يعني أن يكون هناك عدداً متماثلاً من الأسئلة الإيجابية والسلبية. هذا يعني أنه إذا كان الباحث يأمل في دراسة سمة معينة باستخدام استبيان معين، فإن نصف الأسئلة يجب أن تكون إجابتها «نعم» والنصف الآخر يجب أن يجاب عليه بـ«لا» من أجل تحديد السمات.
قول «كلا» هو الشكل المعاكس لهذا الانحياز؛ ويحدث عندما يختار المشارك دائماً رفض أو عدم تأييد أي من البيانات الواردة في الاستطلاع. يمتلك هذا الانحياز تأثير مماثل لتأثير الانحياز للموافقة في إبطال أي نوع من التأييدات التي قد يقدمها المشاركون خلال التجربة.

### خصائص الطلب
تشير خصائص الطلب إلى نوع من انحيازات الاستجابة حيث يغير المشاركون استجاباتهم أو سلوكهم ببساطة لأنهم جزء من تجربة. ينشأ هذا الأمر بسبب مشاركة الأشخاص بالتجربة –وقد يحاولون تحديد الغرض من هذه التجربة- أو اعتماد سلوكيات معينة يعتقدون أنها تنتمي إلى البيئة التجريبية. كان مارتن أورن من أوائل من قاموا بتحديد هذا النوع من الانحياز، وقام بتطوير العديد من النظريات لمعالجة قضيتهم. يشير بحثه إلى فكرة أن المشاركين يدخلون في نوع معين من التفاعل الاجتماعي عند الانخراض بتجربة ما، وهذا التفاعل الاجتماعي الخاص يدفع المشاركين إلى تغيير سلوكياتهم بوعي وبدون وعي. هناك عدة طرق يمكن لهذا التأثير من خلالها التأثير على المشاركين وسلوكهم. أحد أكثر هذه الطرق شيوعاً تتعلق بدوافع المشارك. كثير من الناس يختارون التطوع للمشاركة في التجارب لأنهم يعتقدون أنها مهمة. هذا يدفع المشاركين إلى أن يكونوا «خاضعين جيدين للتجربة» ويؤدون دورهم بشكل صحيح، لأنهم يعتقدون أن مشاركتهم الجيدة أمر ضروري لنجاح التجربة. وبالتالي، في محاولة من الخاضع للتجربة للمشاركة بشكل منتج، قد يحاول معرفة الفرضية التي يتم اختبارها في التجربة وتغيير سلوكه في محاولة لدعم هذه الفرضية. لقد صور أورن هذا التغيير بقوله أن التجربة قد تبدو للمشارك كمشكلة، وأن وظيفته هي إيجاد حل لهذه المشكلة، وهو ما سيدفعه للتصرف بطريقة من شأنها أن تدعم فرضية القائم بالتجربة. بشكل بديل، قد يحاول أحد المشاركين اكتشاف الفرضية ببساطة لتوفير معلومات خاطئة وتدمير الفرضية. كل من هذه النتائج ضارة لأنها تمنع المجربين من جمع بيانات دقيقة والحصول على استنتاجات سليمة.
بغض النظر عن الدافع المشترك، هناك عوامل أخرى تؤثر على ظهور خصائص الطلب في الدراسة. ترتبط العديد من العوامل بالطبيعة الفريدة للإعداد التجريبي نفسه. على سبيل المثال، من المرجح أن يتحمل المشاركون في الدراسات مهام غير مريحة أو مملة لمجرد أنهم في تجربة. بالإضافة إلى ذلك، قد تؤدي سلوكيات المجرب –مثل الطريقة التي يستقبل بها المشارك أو الطريقة التي يتفاعل بها مع المشارك أثناء التجربة- عن غير قصد إلى انحياز الطريقة التي يستجيب بها المشارك أثناء التجربة. أيضاً، يمكن للتجارب السابقة المتعلقة بموضوع هذه التجربة أو الشائعات حول التجربة التي يسمعها المشاركون أن تكون سبب في انحياز الطريقة التي سيستجيبون بها إلى حد كبير. خارج التجربة، قد يكون لهذا النوع من الخبرات السابقة والسلوكيات آثار كبيرة على كيفية تصنيف المرضى لفعالية معالجهم. تشتمل العديد من الطرق التي يتبعها المعالجون في جميع تعليقات العملاء على إجراء إعداد التقارير الذاتية، والتي يمكن أن تتأثر بشدة بانحياز الاستجابة. قد يكون المشاركون منحازون إذا قاموا بملء هذه الإجراءات أمام معالجهم، أو في حال شعروا بأنهم مضطرين للإجابة على مسألة ما بشكل إيجابي لأنهم يعتقدون بأن العلاج يجب أن يكون فعالاً. في هذه الحالة، لن يتمكن المعالجون من الحصول على مراجعة دقيقة حول مرضاهم، ولن يكونوا قادرين على تحسين علاجهم أو تخصيص المزيد من العلاج بدقة بحسب احتياجات المشاركين.

### الاستجابة المتطرفة
الاستجابة المتطرفة هي شكل من أشكال انحياز الاستجابة الذي يدفع المجيبين إلى تحديد الخيارات أو الإجابات المتاحة الأكثر تطرفاً فقط. على سبيل المثال، في استطلاع يعتمد على مقياس ليكرت مع استجابات محتملة تتراوح من واحد إلى خمسة، قد لا تتضمن إجابات المجيب إلا واحد أو خمسة. مثال آخر، إذا كانت إجابات المشارك على أحد الاستبيانات بـ«أوافق بشدة» أو «لا أوافق بشدة». هناك العديد من الأسباب التي تجعل هذا التحيز مترسخاً عند العديد من المشاركين. إحدى الفرضيات تربط تتطور هذا النوع من التحيز عند المجيبين بهويتهم الثقافية. يوضح هذا التفسير أن الأشخاص من بعض الثقافات أكثر عرضة للإجابة بطريقة متطرفة مقارنةً بالآخرين. على سبيل المثال، وجدت الأبحاث أن الأفراد من الشرق الأوسط وأمريكا اللاتينية أكثر عرضة للإجابة بتطرف، في حين أن كل من الأفراد في شرق آسيا وأوروبا الغربية أقل عرضةً لهذا الأثر. التفسير الثاني لهذا النوع من الانحياز في الاستجابة يتعلق بمستوى تعليم المشاركين. أشارت الأبحاث إلى أن ذوي الذكاء المنخفض –حسب تحليل نسبة الذكاء والتحصيل المدرسي- هم أكثر عرضة للتأثر بالاستجابات المتطرفة. هناك طريقة أخرى يمكن بواسطتها تقديم هذا الانحياز من خلال صياغة الأسئلة في الاستبيان. قد تدفع بعض المواضيع أو طريقة صياغة الأسئلة بعض المشاركين إلى الاستجابة بتطرف، خاصةً إذا كانت تتعلق بمعتقدات المشارك.

### انحياز ترتيب السؤال
انحياز ترتيب السؤال أو انحياز تأثير الترتيب، هو نوع من انحياز الاستجابة حيث قد يتفاعل المجيب بشكل مختلف مع نفس الأسئلة بناءً على الترتيب الذي تظهر به الأسئلة في الاستبيان أو المقابلة. يختلف انحياز ترتيب السؤال عن انحياز ترتيب الاستجابة الذي يتناول ترتيباً لمجموعة الردود الخاصة بسؤال ما من المسح. هناك العديد من الطرق التي يمكن أن يؤثر بها عناصر الاستبيان التي تظهر مسبقاً في الاستطلاع على الإجابات على الأسئلة اللاحقة. إحدى الطرق هي عندما يخلق السؤال «قاعدة المعاملة بالمثل أو الإنصاف» على النحو المحدد في عام 1950 من عمل هربرت هايمان وبول شيتسلي. تصمن بحثهم سؤالين. السؤال الأول كان عما إذا كان ينبغي للولايات المتحدة أن تسمح للمراسلين من الدول الشيوعية بالقدوم إلى الولايات المتحدة وإرسال الأخبار كما يرونها؛ أما سؤال الآخر فقد كان حول ما إذا كان ينبغي لدولة شيوعية مثل روسيا أن تسمح لمراسلي الصحف الأمريكية بالحضور وإرسال الأخبار كما يرونها إلى أمريكا. في نتائج الدراسة، زادت النسبة المئوية للإجابة بـ«نعم» على السؤال حول السماح للصحفيين الشيوعيين بالقدوم إلى الولايات المتحدة الأمريكية بنسبة 37 نقطة مئوية حسب الترتيب؛ وبالمثل، زادت النتائج الخاصة ببند المراسلين الأمريكيين بنسبة 24 نقطة مئوية. عندما سئل كل من الأسئلة السابقة كسؤال ثان تم تغيير الإجابة عليه ليصبح نتيجة للإجابة على السؤال الأول، وكانت الإجابات على السؤال الثاني أكثر انسجاماً مع ما يمكن اعتباره جواب عادل، بناءً على جواب السؤال الأول.

### انحياز للقبول الاجتماعي
الانحياز للقبول الاجتماعي، هو نوع من انحياز الاستجابة، يؤثر على المشارك من أجل رفض السمات غير المرغوب بها، وعزو الصفات المرغوب بها اجتماعياً لنفسه. مبدأ هذا الانحياز، أنه يدفع الفرد للإجابة بطريقة تجعله يبدو أكثر ملاءمة للمجرب. يمكن أن يأخذ هذا التحيز أشكالاً عديدة. بعض الأفراد يبالغون في إظهار السلوك الجيد، بينما قد يبالغ الآخرون في إظهار السلوك السيء أو غير المرغوب به. هناك جانب حاسم في كيفية تأثير هذا الانحياز على ردود المشاركين ويتعلق بقواعد المجتمع الذي يجري فيه البحث. على سبيل المثال، يمكن أن يلعب انحياز للقبول الاجتماعي دوراً كبيراً في حالة إجراء بحث/استطلاع حول ميل الفرد لتعاطي المخدرات. يبالغ الأشخاص الموجودين في مجتمع ينظر إلى تعاطي المخدرات على أنه أمر مقبول أو شائع بإظهار ميلهم لتعاطي المخدرات؛ أما أولئك الذين ينتمون إلى مجتمع ينظر إلى تعاطي المخدرات بنظرة دونية، قد يخفون أمر تعاطيهم في الاستبيان.